# E...canto
E...canto è il secondo album discografico del cantante italiano Gianni Vezzosi, pubblicato nel 1991 dalla Seamusica.

## Tracce
1. Ti amo – 3:29
2. Stasera cu' tte – 3:06
3. Pe' 'n'amico – 3:22
4. Odio e amore – 3:15
5. Fatte parlà – 2:43
6. Margherita – 2:46
7. Lettera d'amore – 3:40
8. Chi me l'ha fatto fà – 3:41
9. È nata una canzone – 3:14
10. Aggia partì – 2:57